# Яків Цимерман
Яків Цимерман (26 квітня 1988 , Казань, Татарська АРСР, РРФСР, СРСР ) — канадський математик, який працює в Університеті Торонто і спеціалізується на теорії чисел і суміжних галузях. 

## Освіта
Навчався в Університеті Торонто, який закінчив в 2006 році зі ступенем бакалавра математики. 
Здобув ступінь доктора філософії в Принстоні в 2011 році 

під орудою Пітера Сарнака. 

## Кар'єра
Яків Цимерман народився в Казані, Росія, 26 квітня 1988 року. 
В 1990 році його родина переїхала спочатку до Ізраїлю, а потім у 1996 році до Канади. 
В 2003 і 2004 роках він представляв Канаду на Міжнародній математичній олімпіаді (IMO) і здобув золоті медалі обидва роки, отримавши відмінний результат в 2004 році.
Після захисту докторської дисертації він працював у Гарвардському університеті як молодший науковий співробітник Гарвардського товариства стипендіатів. 
З 2014 розпочав працювати доцентом в Університеті Торонто. 
Станом на 2019 рік – доцент.

Працював у «Radix Trading LLC» над розробкою кількісних торгових моделей. 

## Нагороди та визнання
- 2014: стипендія Слоуна[en];
- 2015: премія SASTRA Ramanujan;
- 2016: премія Рібенбойма[en];
- 2017: премія Андре Айзенштадта[en];
- 2018: запрошений доповідач на Міжнародному конгресі математиків у Ріо;
- 2019: премія Коксетер-Джеймса[de];
- 2022: премія нові горизонти у математиці;

## Доробок
- Towards an unconditional proof of the Andre-Oort conjecture and surrounding problems, 2011. (Dissertation)
- The André-Oort conjecture for {\displaystyle A_{g}}. Annals of Mathematics, Band 187, 2018, S. 379–390, Preprint 2015. Arxiv
- Brauer-Siegel for arithmetic tori and lower bounds for Galois orbits of special points. In: Journal of the American Mathematical Society. Band 25, 2012, S. 1091–1117. Arxiv
- The existence of an abelian variety over {\displaystyle {\overline {\mathbb {Q} }}} isogeneous to no Jacobean. In: Annals of Mathematics. Band 176, 2012, S. 637–650. Arxiv
- mit Jonathan Pila: Ax-Lindemann for {\displaystyle A_{g}}. In: Annals of Mathematics. Band 179, 2014, S. 659–681. Arxiv
- mit Manjul Bhargava, Arul Shankar: On the Davenport-Heilbronn theorems and second order terms. In: Inventiones Mathematicae. Band 193, 2013, S. 439–499. Arxiv
- mit Jonathan Pila: André-Oort conjecture for the moduli space of abelian surfaces. In: Composition Mathematica. Band 149, 2013, S. 204–216. Arxiv
- mit Benjamin Bakker: p-torsion monodromy representations of elliptic curves over geometric function fields, Annals of Mathematics, Band 184, 2016, S. 709–744
- mit Jonathan Pila, Ngaiming Mok: Ax-Schanuel for Shimura Varieties, Annals of Mathematics, Band 189, 2019, S. 945–978, Arxiv
- mit Benjamin Bakker: The Ax-Schanuel Conjecture for Variations of Hodge Structures, Inventiones Mathematicae, Band 217, 2019, S. 77–94, Arxiv
- mit M. Bhargava, A. Shankar, T. Taniguchi, F. Thorne, Y. Zhao: Bounds on 2-torsion in class groups of number fields and integral points on elliptic curves. J. Amer. Math. Soc. 33 (2020), no. 4, 1087–1099.